# Гордино (Кировская область)
Гордино — село в Афанасьевском районе Кировской области, административный центр Гординского сельского поселения.

## География
Расположена на расстоянии примерно 35 км на юг-юго-восток по прямой от райцентра поселка  Афанасьево на правом берегу реки Кама.

## История
Известно с 1727 года как деревня Гординых, в 1859 году в деревне Гординская или Горды учтено было дворов 131 и жителей 837. Крестовоздвиженская церковь была построена в 1861 году и деревня стала селом. Деревня (потом село) представляла собой конгломерат более мелких деревень (Левиной, Омелиной, Шердановой, Силиной, Барытша, Проняты, Ефремяты). В 1926 году учитывалась как село Ердва с 31 хозяйством и 48 жителями, с 1939 года уже Гордино, в 1950 году хозяйств 29 и жителей 79, в 1989 658 жителей.  

## Население
Постоянное население составляло 599 человек (русские 99%) в 2002 году, 589 в 2010.